# 健屋花那
健屋 花那（すこや かな、5月14日 - ）は、ANYCOLOR株式会社が運営するにじさんじに所属するバーチャルライバー。キャラクターデザインはかやはら。

## 人物
キャラクター設定は公式プロフィールによると「病院で働く女の子。彼女の笑顔で健康になった人は多い。世界中の人々を元気付けようと、ライバー活動を始めた。不器用で、採血は苦手。」とされている。
ナースの服装をしたキャラクターデザインだが、現実世界でも医療関係者であることを公表している。配信頻度は他のライバーに比べて多くはないが、「歌ってみた」の評価が高く固定ファンも多い。

## 来歴
2019年9月19日に早瀬走、シェリン・バーガンディと共ににじさんじからデビューした。同年9月21日にYouTubeでの初配信を行った。10月28日にはYouTubeのチャンネル登録者数が10万人を突破した。
2021年6月から「資格試験の勉強のため」として配信活動を休止。予定通り2022年3月に9か月ぶりに配信を再開すると、3月2週目（2022年3月7日 - 2022年3月13日）のバーチャルYouTuberのスーパーチャット獲得金額で世界2位になった。

## 出演

### ゲーム
- メンヘラフレシア -Flowering Abyss-（2022年、あゆめスイレン[10]）
- 断罪室Ⅱ（2023年、野原苺花）
- アンチ蟲（2023年、リディ）

### デジタルコミック
- 電音部 コミックムービー（2020年、鳳凰火凛）
- どれが恋かがわからない（2022年、メイ[11]）

### Web番組
- にじクイ（2020年- ） - レギュラー[12]

### 映画
- カタシロReplica（2024年、もう一人の患者[13]）

### 舞台
- カタシロRelivea（2024年・2025年、もう一人の患者[14][15][16]）

### イベント
- にじさんじランド in よみうりランド Vol.1（2020年11月28日 よみうりランド）[17]
- にじさんじ Anniversary Festival 2021（2021年2月27日 東京ビッグサイト）[18]

### その他コンテンツ
- キャラクタープロジェクト『電音部』（2020年、鳳凰火凛[19]）

## ディスコグラフィ

### キャラクターソング
| 発売日        | 商品名                                              | 歌                                                                         | 楽曲 | 備考             |
| ------------- | --------------------------------------------------- | -------------------------------------------------------------------------- | --- | ---------------- |
| 2020年1月20日 | 電音部-帝音国際学院- 1st Mini Album『New Paradigm』 | 鳳凰火凛（健屋花那）                                                       | 「Shining Lights（feat. PSYQUI）」 | 『電音部』関連曲 |
| 2020年1月20日 | 電音部-帝音国際学院- 1st Mini Album『New Paradigm』 | 鳳凰火凛（健屋花那）、瀬戸海月（シスター・クレア）、大賀ルキア（星川サラ） | 「In my world（Prod. KOTONO HOUSE）」 | 『電音部』関連曲 |
| 2021年6月30日 | 電音部 ベストアルバム -シーズン.0-                  | 鳳凰火凛（健屋花那）                                                       | 「touch me（feat. Kakeru）」 | 『電音部』関連曲 |
| 2022年6月29日 | 電音部 ベストアルバム -シーズン.1-The Lights        | 外神田文芸高校、神宮前参道學園、港白金女学院、帝音国際学院                 | 「You Are The Light」 | 『電音部』関連曲 |
| 2022年6月29日 | 電音部 ベストアルバム -シーズン.1-The Lights        | 鳳凰火凛（健屋花那）                                                       | 「CHAMPION GIRL」 「Beat Me!（feat. kamome sano）」 | 『電音部』関連曲 |
| 2022年6月29日 | 電音部 ベストアルバム -シーズン.1-The Lights        | 鳳凰火凛（健屋花那）、瀬戸海月（シスター・クレア）、大賀ルキア（星川サラ） | 「Let Me Know（feat. Masayoshi Iimori）」 「Inverted Pyramid（Prod. KOTONOHOUSE）」 「爆裂タウマゼイン（Prod. チバニャン）」 「REIGN（feat. AZK & Toki）」 | 『電音部』関連曲 |

## タイアップ・コラボレーション
- Zeeny Lights x 健屋花那（にじさんじ）完全録り下ろしボイス入りイヤフォン[21]

### ユニットメンバー
1. ↑  日高零奈（蔀祐佳）、東雲和音（天音みほ）、茅野ふたば（堀越せな）
2. ↑  桜乃美々兎（小坂井祐莉絵）、水上雛（大森日雅）、犬吠埼紫杏（長谷川玲奈）
3. ↑  黒鉄たま（秋奈）、白金煌（小宮有紗）、灰島銀華（澁谷梓希）
4. ↑  鳳凰火凛（健屋花那）、瀬戸海月（シスター・クレア）、大賀ルキア（星川サラ）